# Metaclazepam
Metaclazepam  (được bán dưới tên Talis) là một loại thuốc là một dẫn xuất của benzodiazepine. Nó là một giải lo âu tương đối chọn lọc với các đặc tính ít gây ngủ hoặc giãn cơ hơn so với các thuốc benzodiazepin khác như diazepam hoặc bromazepam. Nó có một chất chuyển hóa hoạt động N-desmethylmetaclazepam, là chất chuyển hóa chính của metaclazepam. Không có sự khác biệt đáng kể trong quá trình trao đổi chất giữa người trẻ và người già.
Metaclazepam hiệu quả hơn một chút khi giải lo âu so với bromazepam, hoặc diazepam, với 15 mg metaclazepam tương đương với 4 mg bromazepam. Metaclazepam có thể tương tác với rượu tạo ra các tác dụng an thần - thôi miên phụ gia. Mệt mỏi là một tác dụng phụ phổ biến từ metaclazepam ở liều cao. Một lượng nhỏ metaclazepam cũng như các chất chuyển hóa của nó xâm nhập vào sữa mẹ.